# يان ماتيكو
يان ماتجكو (24 يونيو 1838 - 1 نوفمبر 1893)، رسام شهير بولندي عُرف بلوحاته البولندية التاريخية السياسية والعسكرية. من أشهر رسوماته معركة جرونوالد ومعركة فارنا، ولوحات لمعارك أخرى عديدة ومشاهد المحكمة، ومعرض للملوك البولندية.
يُحسب أنه من بين الرسامين البولنديين الشهيرين.

## سيرته

### نشأته
وُلد ماتيكو في 24 يونيو 1838 في مدينة كراكوف الحرة. والده فرانسيسك كسافيري ماتيكو (ولد 1789 أو 1793 وتوفي 26 أكتوبر 1860) وهو تشيكي من قرية رودنيس، تخرج من مدرسة هرادتس كرالوف، وأصبح فيما بعد مدرسًا. عمل في البداية مع عائلة فودزيكي في بولندا، ثم انتقل إلى كراكوف، حيث تزوج فتاة نصف ألمانية ونصف بولندية تدعى يوانا كارولينا روزبرغ. كان يان الطفل التاسع في عائلة تكونت من أحد عشر طفلًا.
شهد في بداية حياته ثورة كراكوف عام 1846 وحصار كراكوف عام 1848 من قبل النمساويين، وهما الحدثان اللذان أنهيا وجود مدينة كراكوف الحرة. شارك شقيقاه الأكبر في هذه المعارك تحت قيادة الجنرال جوزيف بيم. توفي أحدهم ونُفي الآخر. التحق ماتيكو بمدرسة سانت آن الثانوية، وترك الدراسة في عام 1851 بسبب درجاته الضعيفة. أظهر ماتيكو منذ أيامه الأولى موهبة فنية استثنائية، لكنه واجه صعوبة كبيرة في المجالات الأكاديمية الأخرى. لم يتقن أي لغة أجنبية أبدًا. ودرس بسبب مهارته الاستثنائية في كلية الفنون الجميلة في كراكوف من 1852 إلى 1858. اختار تخصص الرسوم التاريخية، وأنهى أول أعماله الرئيسة في عام 1853. بدأ خلال ذلك الوقت بعرض اللوحات التاريخية في جمعية كراكوف لأصدقاء الفنون الجميلة (ابتداءً من عام 1855).
تلقى ماتيكو بعد التخرج منحة دراسية في عام 1859 للدراسة مع هيرمان أنشوتز في أكاديمية الفنون الجميلة في ميونيخ. حصل في العام التالي على منحة للدراسة في أكاديمية الفنون الجميلة في فيينا أيضًا، ولكنه عاد إلى كراكوف بعد بضعة أيام بسبب شجار كبير مع كريستيان روبن، وافتتح استوديو في منزل عائلته في شارع فلورينسكا. ومع ذلك فقد مرت سنوات قبل أن يكتسب نجاحًا تجاريًا، كان مضربًا للمثل لفترة من الوقت ووصف بالفنان الجائع، واحتفل عندما باع لوحة قماشية مقابل خمسة جولدن.

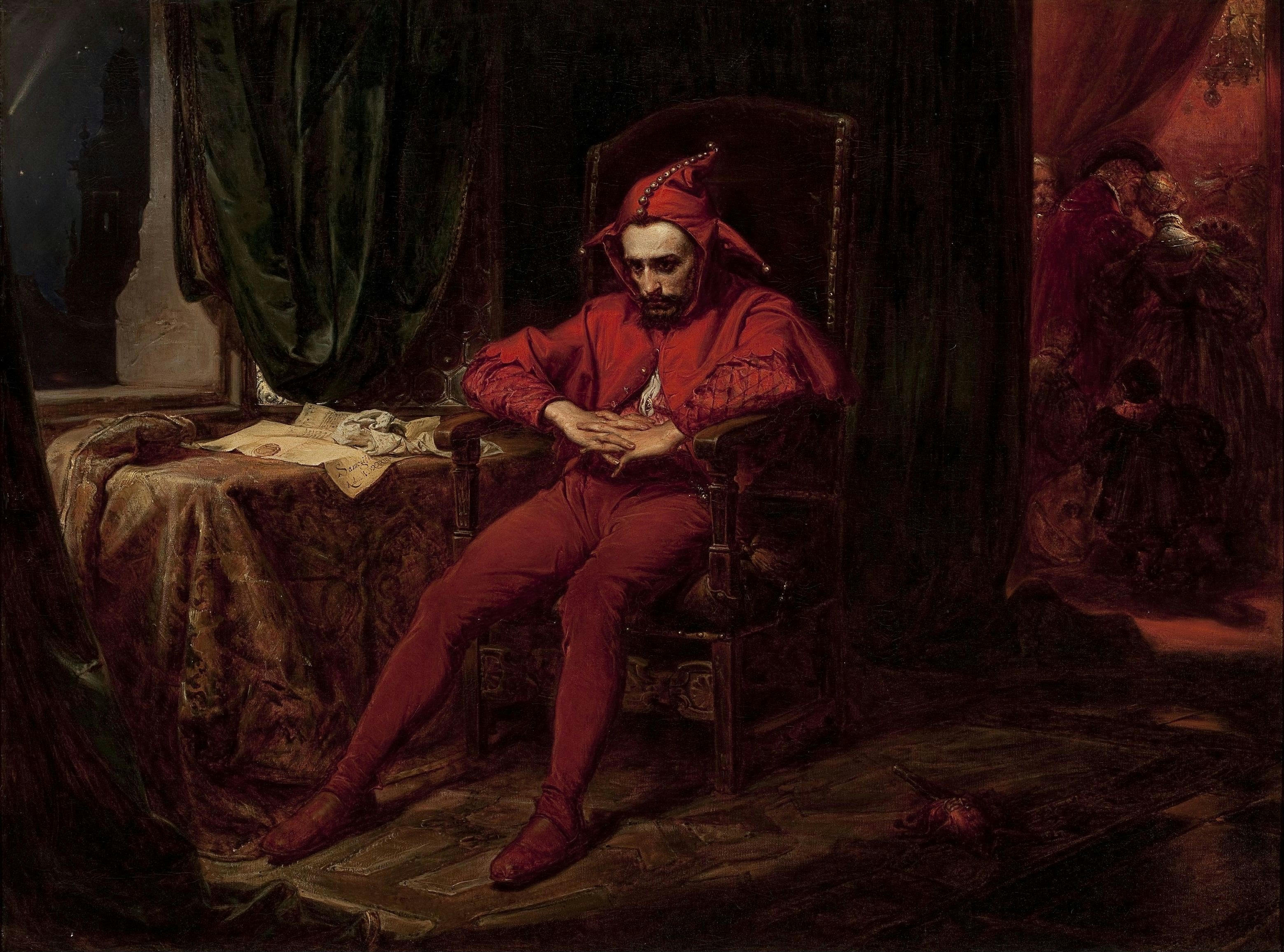
ستانزيك بريشة يان ماتيكو عام 1862. متحف وارسو الوطني.

نشر ماتيكو في عام 1860 ألبومًا صوريًا عن اسلوب اللباس في بولندا، وهو مشروع عكس اهتمامه الشديد بالسجلات التاريخية بمختلف أنواعها ورغبته في تعزيز هذا الاهتمام بين أفراد الشعب البولندي لتعزيز وطنيتهم. تحسّن وضعه المادي عندما باع لوحتين (وفاة فابوفسكي أثناء تتويج هنري فالوا 1861) وحداد يان كوشانوفسكي على ابنته أورسولكا، ما ساعده على تسديد ديونه. أنهى في عام 1862 لوحة حملت اسم ستانزيك. لم تحظَ بكثير من الشعبية، لكنها أصبحت فيما بعد معروفة باسم إحدى روائع ماتيكو الأكثر شهرة. فهي تمثل انتقالًا واضحًا في أسلوب ماتيكو الفني من مجرد تصوير التاريخ إلى رسم تعقيب فلسفي وأخلاقي عليه.
قدّم ماتيكو دعمًا ماليًا خلال انتفاضة يناير عام 1863 لكنه لم يشارك فيها بسبب سوء حالته الصحية، وتبرع بمعظم مدخراته لهذه القضية، ونقل الأسلحة بنفسه إلى معسكر المتمردين. عُرضت لوحته التي حملت اسم (موعظة بيوتر سكارجا) والتي انتهت في مايو 1864 في معرض جمعية كراكوف لأصدقاء الفنون الجميلة، وقد أكسبته الكثير من الدعاية والشهرة. أصبح عضوًا في جمعية كراكوف العلمية في 5 نوفمبر من ذلك العام تقديرًا لإسهاماته في إعادة توضيح المواضيع التاريخية. تزوج بعد ذلك بفترة وجيزة (في 21 نوفمبر) من تيودورا جيبلتوفسكا وأنجبا خمسة أطفال: بياتا وهيلينا وتاديوز وجيرزي وريجينا. ساعدت ابنته هيلينا (وهي أيضًا فنانة) الضحايا في الحرب العالمية الأولى وحصلت على ميدالية صليب الاستقلال من الرئيس ستانيساو فوتشيتشوفسكي.

### اكتساب الشهرة
بدأ ماتيكو في ذلك الوقت الحصول على شهرة دولية. منح ماتيكو في عام 1865 ميدالية ذهبية عن لوحته موعظة بيوتر سكارجا من صالون باريس السنوي، اشترى الكونت موريسي بوتوكي تلك اللوحة مقابل 10 آلاف جولدن. مُنح في عام 1867 ميدالية ذهبية عن لوحته ريتان في المعرض العالمي في باريس التي حصل عليها الإمبراطور فرانز جوزيف الأول من النمسا مقابل 50000 فرنك. كانت اللوحة الرئيسة التالية هي اتحاد لوبلين التي رسمها خلال الأعوام 1867 -1869. وفاز ماتيكو بوسام جوقة الشرف الفرنسي عنها. زار في عام 1872 إسطنبول في الإمبراطورية العثمانية، وأنهى خلال عودته إلى كراكوف لوحة سميت (عالم الفلك كوبرنيكوس، أو محادثات مع الله) التي حصلت عليها جامعة ياغيلونيا. ساعده سكرتيره ماريان غورسكوفسكي بدءًا من سبعينيات القرن التاسع عشر وقد أصبح يده اليمنى وصديقه المقرب وموضوعًا لعدد من اللوحات، وكاتبًا لسيرة ماتيكو الشخصية.
عُرض عليه في عام 1872 خلال معرض في براغ منصب مدير أكاديمية الفنون الجميلة في براغ، وعرض عليه بعد ذلك بوقت قصير نفس المنصب في كلية كراكوف للفنون الجميلة. قبل عرض كراكو، وكان لسنوات عديدة مدير أكاديمية الفنون الجميلة. انتهى في عام 1874 من لوحة حملت عنوان رفع جرس سيغيسموند. وأنهى في عام 1878 تحفة أخرى سُميت معركة جرونوالد. حصل في ذلك العام على الميدالية الذهبية الفخرية في باريس، وقدم له مجلس مدينة كراكوف صولجانًا رمزًا لمكانته المرموقة في الفنون الجميلة.

## معنى لوحاته وأسلوبها ومواضيعها
يعتبر ماتيكو من بين الرسامين البولنديين الأكثر شهرة، ووصف بأنه (أعظم رسام تاريخي في بولندا) و (شخصية اعتبارية للأمة كافةً) بحلول وقت وفاته. مُدح أسلوبه لأنه (ملوّن ومفصّل ومبدع). نجح في نشر التاريخ البولندي وإبقاء بولندا في ذاكرة العالم بينما كانت بلاده منقسمة دون أي تمثيل سياسي مستقل. أصبحت أعماله التي نُشرت في آلاف النسخ توضيحًا للعديد من الأحداث الرئيسة في التاريخ البولندي. ويُعتبر ألبومه المصور الذي حمل عنوان أسلوب اللباس في بولندا عام  1860 مرجعًا تاريخيًا قيمًا. أشار نقاد عمله إلى استخدامه لأسلوب الرسم التقليدي (الواقعية القديمة، والتأثيرات المسرحية). غالبًا ما فقدت أعماله -في المعارض الخارجية- السياقَ التاريخي الدقيق بالنسبة للجماهير الأجنبية. سببت لوحاته في بعض الأحيان بعض الجدل. على سبيل المثال أزعجت لوحة ريتان عددًا من الأشخاص البولنديين البارزين في طبقة النبلاء الذين رأوا في اللوحة إهانة لطبقتهم الاجتماعية بأكملها. خضعت لوحاته للرقابة في الإمبراطورية الروسية، وخططت ألمانيا النازية لتدمير لوحة معركة غرونفالد ولوحة بيعة بروسيا التي اعتبرتها السلطات النازية مسيئة (كانت هذه اللوحات من بين العديد من اللوحات التي خطط الألمان لتدميرها في حربهم على الثقافة البولندية، لكن نجحت المقاومة البولندية في إخفائها).
كرّس العديد من أعماله للأحداث الشهيرة في التاريخ البولندي. ركز ماتيكو على المواضيعِ الرئيسة في التاريخ البولندي واستخدم المصادر التاريخية لرسم الأحداث في تفاصيل تاريخية دقيقة. تُعتبر أقدم لوحاته لوحات تاريخية بسيطة خالية من وجود أي رسائل مضمنة. أما لوحاته اللاحقة بدءًا من لوحة ستانتشيك عام 1862 فقد ألهمت المشاهدين برسائل وطنية. صورت لوحة ستانتشيك المهرج في المحكمة على أنه رمز لضمير البلاد.

## بعض أعماله

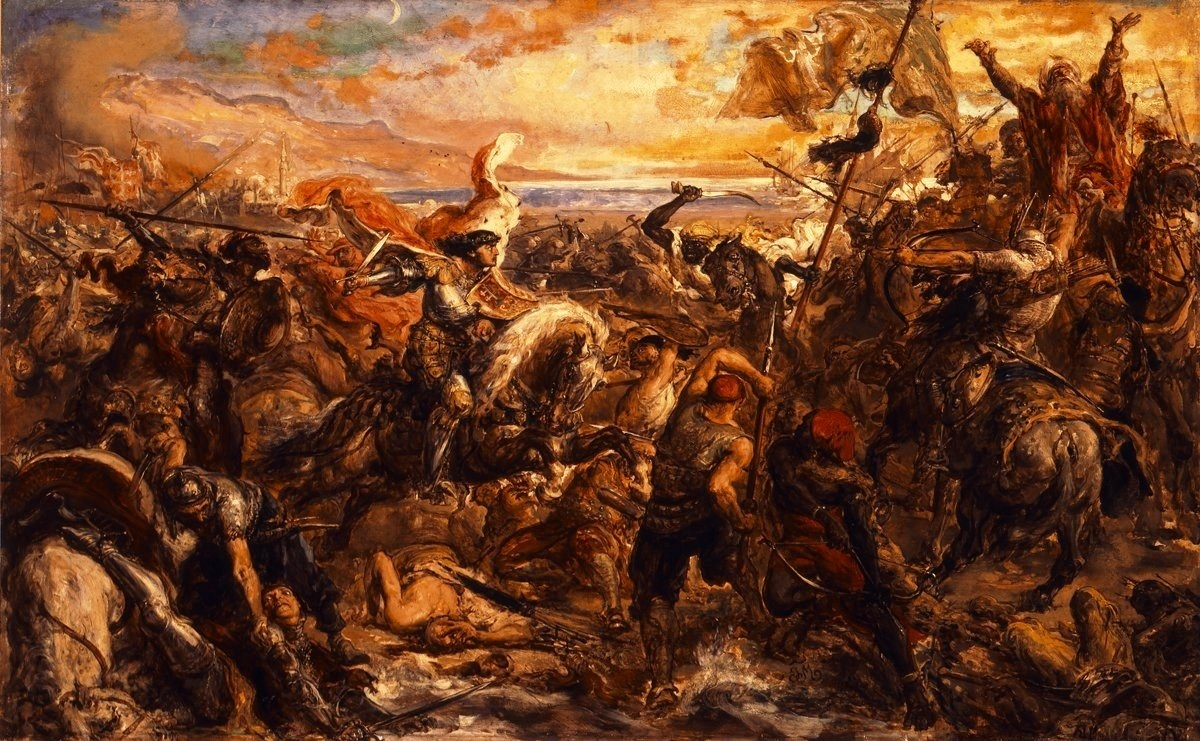
"فلاديسلاف الثالث" ملك بولندا والمجر يقود هجوم الفرسان، رسم تخيلي بريشة الرسام البولندي "يان ماتيكو".

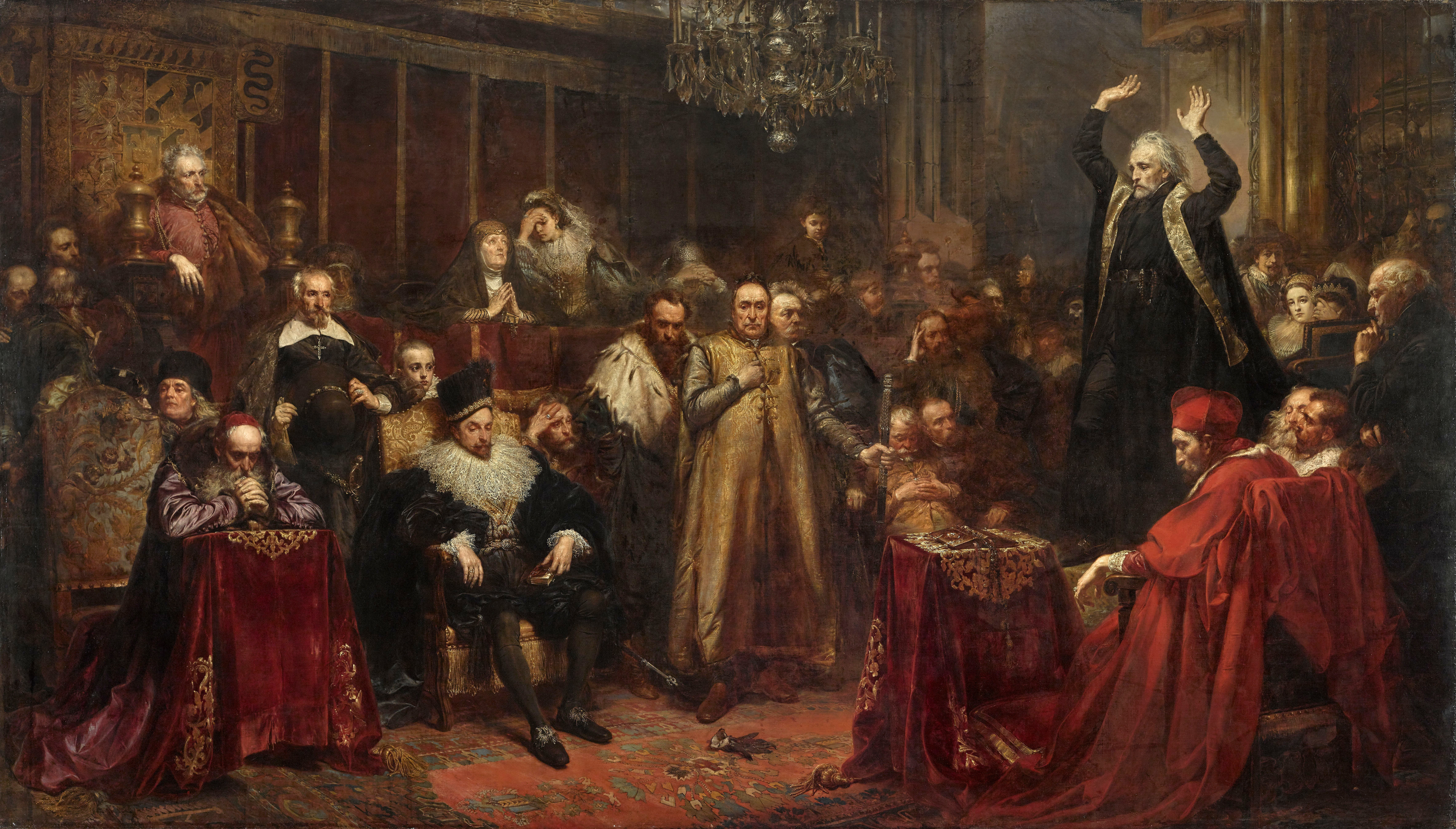
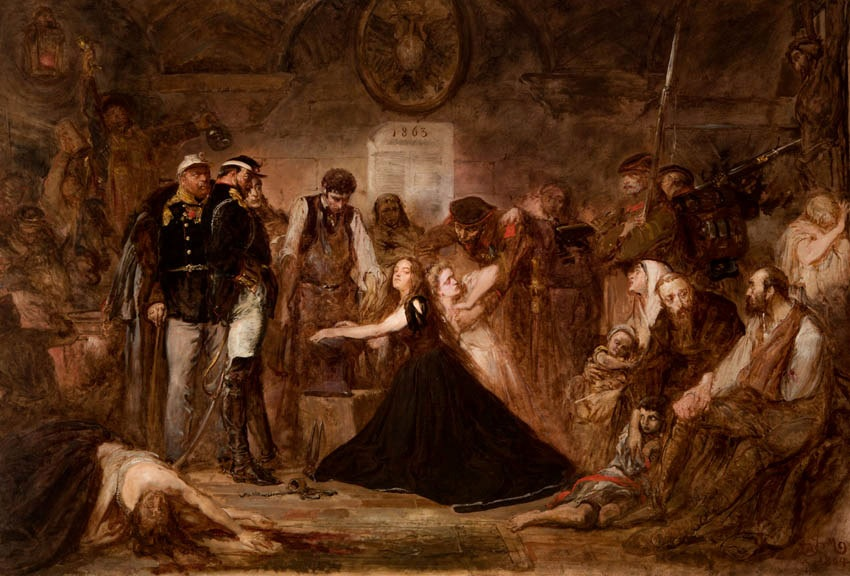
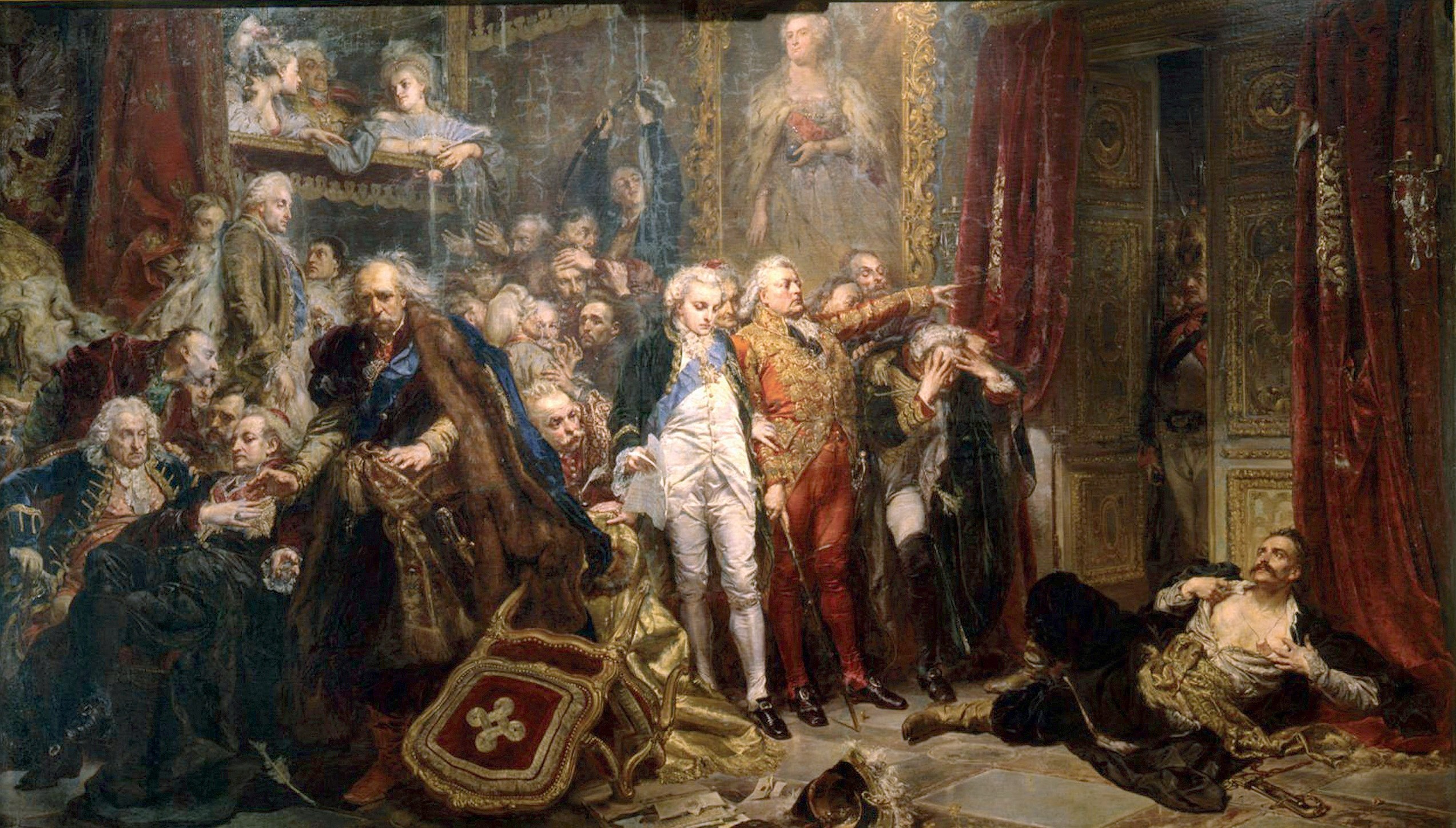
لوحة ريتان أو سقوط بولندا 1866.

## روابط خارجية
- يان ماتيكو على موقع الموسوعة البريطانية (الإنجليزية)